# Cristóvão Alão de Morais
Cristóvão Alão de Morais (São João da Madeira, 13 de maio de 1632 — Porto, 19 de maio de 1693) foi um dos mais importantes e sérios genealogistas portugueses em geral e do século XVII em particular, um escritor clássico e jurisconsulto.

## Biografia
Era filho natural do Capitão-de-Mar-e-Guerra Baltasar Alão de Morais. Aprendeu latim e francês com seu tio Frei António da Purificação. Matriculou-se aos 15 anos em Matemática e Filosofia na Faculdade de Ciências da Universidade de Coimbra, completando depois as Faculdades de Direito Civil e Direito Canónico na mesma Universidade. Foi nomeado inicialmente Juiz de Fora de Torres Vedras e depois para diversos cargos até a posição de Desembargador da Relação do Porto e Corregedor do Cível da mesma cidade.
Escreveu diversas obras, entre as quais uma das mais importantes é a Pedatura Lusitana, em 6 tomos, uma das obras de referência da genealogia portuguesa.